# TOband
TOband（ティーオーバンド）は、ローグライクゲームの一つ。変愚蛮怒をタクティクスオウガ風にアレンジしたバリアントである。自由ソフトウェアとして配布されている。

## 変愚蛮怒からの変更点

### 世界観を刷新
すべての職業と魔法を一新し、新たにタクティクスオウガ風に作り直されている。また、アーティファクトやユニークモンスターは、ほとんどがタクティクスオウガの世界に登場するものに変更された。

### クラスチェンジシステムの導入
複数のクラスを自由にクラスチェンジできるクラスチェンジシステムが導入された。クラスチェンジによりキャラ育成の自由度は飛躍的に上昇している。いつでも自由にクラスを変更できることで、基本戦術をがらりと変えることが可能となった。なお、クラスチェンジシステム導入に伴い、キャラ成長システムは従来のものから大きく変更された。

### 天候、地形効果、エレメントの導入
新たに天候、地形効果、エレメントの概念が導入された。全てのプレイヤーやモンスターは必ずいずれかのエレメントの守護を受けている。刻々と変化する天候や、地形パネルの攻撃、防御効果、エレメント効果に注意を払わないプレイヤーの多くは志半ばで倒れることになるだろう。 

### アラインメント、カオスフレームの導入
従来の徳システムを削除し、新たにアラインメントとカオスフレームが導入された。アラインメントは主にクラスチェンジに影響する。また、カオスフレームは低くなりすぎると街が閉鎖されたりする。

### 必殺技の導入
TObandには十種類の必殺技が存在する。覚えられるかどうかは運次第の部分が大きいが、使える技を覚えることができれば冒険の大きな手助けになるだろう。

### タロットカードシステムの導入
従来のカオスパトロンシステムを改造し、新たにタロットカードシステムが作られた。タロットの力を得たプレイヤーはレベルアップ時にタロットカードを引くことができ、引いたカードに応じて様々な効果が発現する。また、いくつかのカードは引いた際にその力を使わずにカード化して所持することができる。所持したカードは'r'コマンドで使うことが可能。カードの力は引いた直後に発動させても、カード化してあとで使ってもその効果は変わらない。